# Pseudorhombila
Pseudorhombila är ett släkte av kräftdjur. Pseudorhombila ingår i familjen Pseudorhombilidae.
Kladogram enligt Catalogue of Life:
| Pseudorhombila | \| \| Pseudorhombila guinotae \| \| \| \| \| \| Pseudorhombila octodentata \| \| \| \| \| \| Pseudorhombila ometlanti \| \| \| \| \| \| Pseudorhombila quadridentata \| \| \| \| |
|                | \| \| Pseudorhombila guinotae \| \| \| \| \| \| Pseudorhombila octodentata \| \| \| \| \| \| Pseudorhombila ometlanti \| \| \| \| \| \| Pseudorhombila quadridentata \| \| \| \| |
|                | Chacellus |
|                | |
|                | Euphrosynoplax |
|                | |
|                | Nanoplax |
|                | |
|                | Pseudorhombila guinotae |
|                | |
|                | Pseudorhombila octodentata |
|                | |
|                | Pseudorhombila ometlanti |
|                | |
|                | Pseudorhombila quadridentata |
|                | |

|  | Pseudorhombila guinotae      |
|  |                              |
|  | Pseudorhombila octodentata   |
|  |                              |
|  | Pseudorhombila ometlanti     |
|  |                              |
|  | Pseudorhombila quadridentata |
|  |                              |